# Pilatus P-3

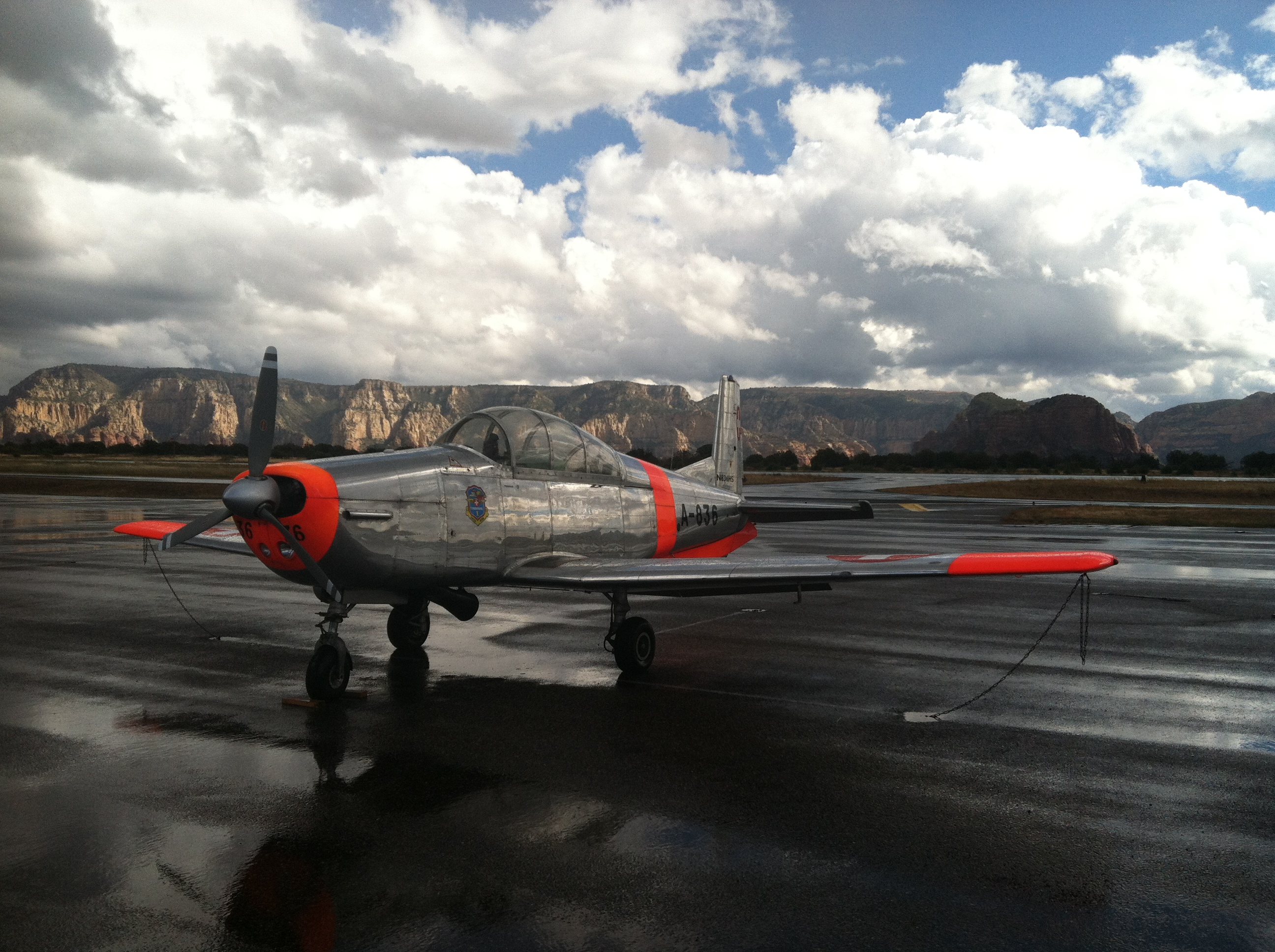
Pilatus P3-05, 1959

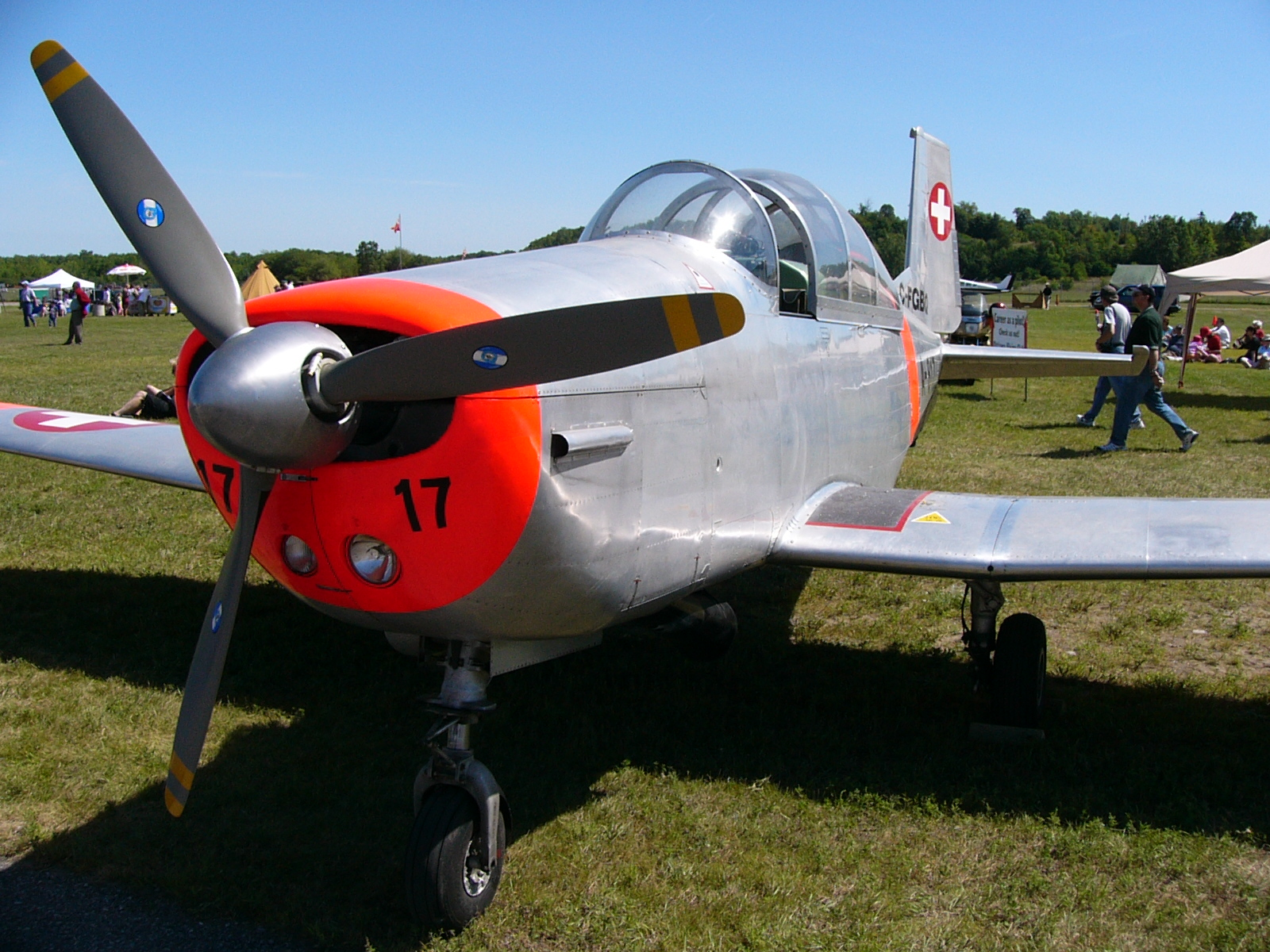
Pilatus P3-05 soukromého vlastníka

Pilatus P-3 byl vojenský cvičný letoun švýcarské společnosti Pilatus Aircraft.

## Vznik a vývoj
Pilatus P-3 byl navržen jako letoun pro základní i pokračovací pilotní výcvik, včetně létání v noci, za pomoci přístrojů, a letecké akrobacie. Vojenská varianta nesla označení P-3-03. Jednalo se o stroj celokovové konstrukce se zatažitelným příďovým podvozkem a tandemovým kokpitem osádky. Pod křídla bylo možno zavěsit lehké cvičné pumy nebo rakety, a pod levým křídlem mohl být nesen kontejner s kulometem.

## Operační historie
První prototyp vznikal v roce 1956 a poprvé vzlétl 3. září téhož roku. Švýcarské vzdušné síly obdržely 72 exemplářů stroje, zatímco Brazilské námořnictvo získalo šest. Švýcarské ozbrojené síly typ až do roku 1983 užívaly jako cvičný, a v následujícím desetiletí ještě pokračovaly v jeho využití jako spojovacího letounu. V letech 1993 až 1995 bylo 65 letounů ze švýcarské výzbroje odprodáno soukromým vlastníkům. Například v roce 1996 ve Švýcarsku vznikla civilní akrobatická skupina P3 Flyers s pěti letouny tohoto typu.

## Uživatelé
- Brazílie
  - Brazilské námořní letectvo
- Švýcarsko
  - Švýcarské vzdušné síly
  - P3 Flyers (civilní akrobatická skupina)

## Specifikace (Pilatus P-3-03)

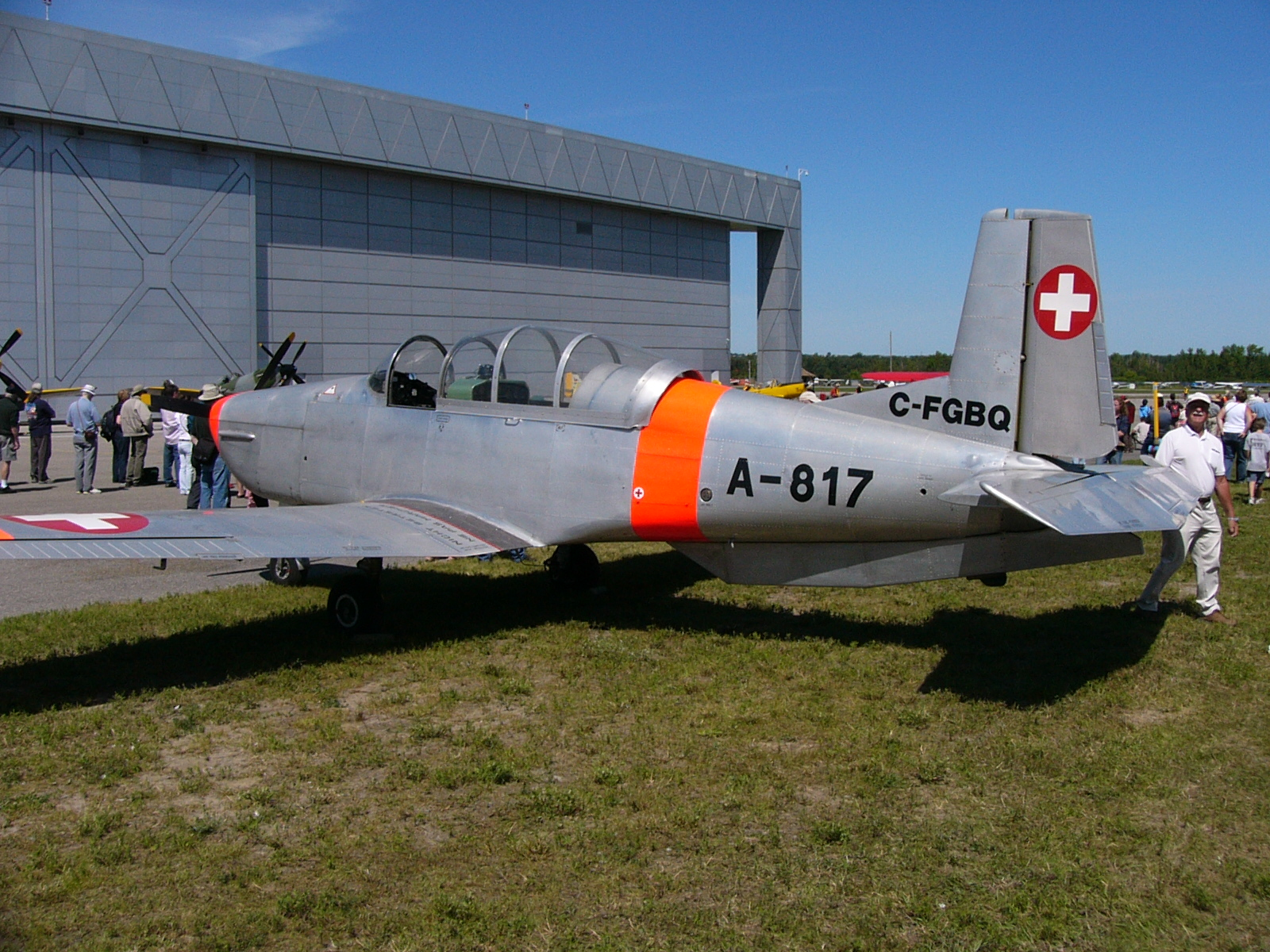
Pilatus P-3-05

Údaje podle publikace Jane's All the World's Aircraft 1956-57

### Technické údaje
- Osádka: 2
- Délka: 8,75 m
- Rozpětí: 10,40 m
- Výška: 3,05 m
- Nosná plocha: 16,55 m²
- Štíhlost křídla: 6,55:1
- Prázdná hmotnost: 1 090 kg
- Vzletová hmotnost: 1 500 kg
- Zásoba paliva: 170 l
- Pohonná jednotka: 1 × vzduchem chlazený šestiválcový boxer Lycoming GO-435-C2-A2
- Výkon pohonné jednotky: 180 kW (240 hp)

### Výkony
- Maximální rychlost: 310 km/h
- Cestovní rychlost: 255 km/h
- Dostup: 5 550 m
- Stoupavost: 7,00 m/s
- Plošné zatížení: 90,63 kg/m²
- Poměr hmotnost/výkon:  0,12 kW/kg